# Yael Averbuch
Yael Friedman Averbuch (* 3. November 1986 in New York City, New York) ist eine US-amerikanische Fußballspielerin.

## Karriere
Averbuch spielte bereits während ihrer Schulzeit für die kurzlebige W-League-Franchise der New Jersey Lady Stallions, ehe sie während ihres Studiums an der University of North Carolina at Chapel Hill für die dortige Universitätsmannschaft der North Carolina Tar Heels auflief. Während des College-Drafts zur Saison 2009 der WPS wurde sie von der Franchise des Sky Blue FC in der ersten Runde an Position vier verpflichtet und gewann am Ende ihrer ersten Profisaison das Finalspiel um die WPS-Meisterschaft gegen Los Angeles Sol. Zur Saison 2011 wechselte sie zum Ligakonkurrenten Western New York Flash, wo sie ebenfalls die Meisterschaft erringen konnte.
Nach kurzen Abstechern zu den New Jersey Wildcats und dem FK Rossijanka in Russland unterschrieb sie einen ab der Saison 2012 gültigen Vertrag beim schwedischen Erstligisten Kopparbergs/Göteborg FC. Die Saison 2012 schloss Göteborg als Tabellenvierter ab, gewann jedoch das Finale um den Svenska Cupen gegen Tyresö FF mit 2:1 nach Verlängerung. Bei der sogenannten Player Allocation zur Saison 2014 wurde sie der NWSL-Franchise Washington Spirit zugewiesen, für die sie in 22 Ligaspielen auflief. Im Oktober 2014 spielte sie kurzzeitig beim zyprischen Champions-League-Teilnehmer Apollon Limassol, mit dem sie jedoch gegen den dänischen Vertreter Brøndby IF aus dem Wettbewerb ausschied. Daraufhin nahm sie Ende 2014 als Gastspielerin mit dem Arsenal LFC an der internationalen Frauen-Klubmeisterschaft (vormals Mobcast Cup) teil. Zur Saison 2015 der NWSL wechselt Averbuch zum amtierenden Meister FC Kansas City, mit dem sie die Meisterschaft verteidigen konnte. Zur Saison 2018 wechselte sie zum Seattle Reign FC und folgte somit ihrem Trainer Vlatko Andonovski, der sie bereits in Kansas City trainiert hatte.

### Nationalmannschaft
Averbuch durchlief alle US-amerikanischen Junioren-Nationalmannschaften. Mit der U-19 nahm sie an der Weltmeisterschaft 2004 teil und gewann dort die Bronzemedaille. Im Januar 2007 wurde sie im Rahmen des Vier-Nationen-Turniers in China erstmals in der A-Nationalmannschaft der USA eingesetzt und absolvierte bis zum Jahresende 2013 26 Länderspiele, bei denen sie ein Tor schoss.

## Erfolge
- 2004: Bronzemedaille bei der U-19-Fußball-Weltmeisterschaft
- 2009: Meister der WPS (Sky Blue FC)
- 2011: Meister der WPS (Western New York Flash)
- 2012: Schwedischer Pokalsieger (Kopparbergs/Göteborg FC)
- 2015: Meister der NWSL (FC Kansas City)

## Sonstiges
Von 2010 bis 2013 bloggte Averbuch mehrfach für den Onlineauftritt der New York Times.